# 贝加尔港市镇
贝加尔港市镇（俄语：Портбайкальское муниципальное образование）是俄罗斯联邦伊尔库茨克州斯柳江卡区所属的一个市镇。其下辖有1个居民点，行政中心为贝加尔。据2016年统计，该市镇的人口为402人。